# Високе (Пирятинська міська громада)
Висо́ке — село в Україні,у Пирятинській міській громаді Лубенського району Полтавської області. Колишній орган місцевого самоврядування — Харковецька сільська рада. Населення становить 129 осіб.

## Географія
Село Високе розташоване на лівому березі річки Удай, вище за течією на відстані 1 км розташоване село Заріччя, нижче за течією на відстані 4,5 км розташоване село Дейманівка, на протилежному березі — місто Пирятин. Річка в цьому місці звивиста, утворює лимани, стариці та заболочені озера. Через село проходить автошлях регіонального значення Р60.

## Історія
12 червня 2020 року, відповідно до розпорядження Кабінету Міністрів України № 721-р «Про визначення адміністративних центрів та затвердження територій територіальних громад Полтавської області», село увійшло до складу Пирятинської міської громади.
19 липня 2020 року, в результаті адміністративно - територіальної реформи та ліквідації Питятинського району, село увійшло до складу новоутвореного Лубенського району.

## Населення
Згідно з переписом УРСР 1989 року чисельність наявного населення села становила 201 особа, з яких 89 чоловіків та 112 жінок.
За переписом населення України 2001 року в селі мешкало 129 осіб.

### Мова
Розподіл населення за рідною мовою за даними перепису 2001 року:
| Мова       | Відсоток |
| ---------- | -------- |
| українська | 92,37 %  |
| російська  | 6,11 %   |
| інші       | 1,52 %   |